# César Marie Félix Ancey
Pour les articles homonymes, voir Ancey (homonymie).
César Marie Félix Ancey est un entomologiste et un conchyliologiste français, né le 15 novembre 1860 à Marseille et mort le 10 octobre 1906 à Mascara en Algérie.

## Biographie
Il est le fils de Félix Jean Marie Louis Ancey, autre entomologiste et malacologiste renommé.
Il devient à 23 ans conservateur des collections de Charles Oberthür (1845-1924) à Rennes. Ancey est ensuite fonctionnaire à Mascara au moment de sa mort. Il a travaillé sur les coléoptères et sur les mollusques.

## Source
- Anthony Musgrave (1932). Bibliography of Australian Entomology, 1775-1930, with biographical notes on authors and collectors,  Royal Zoological Society of New South Wales (Sydney) : viii + 380.